# Amanda Cerna
Amanda Francisca Cerna Gamboa (Santiago de Chile, 3 de septiembre de 1998), es una atleta paralímpica chilena. Ha representado a Chile en diversas competencias internacionales.

## Biografía
Nació con una malformación congénita en el brazo izquierdo. Tiene una melliza, Javiera. Un año después de su nacimiento, sus padres, Antonio Cerna, contratista, y Graciela Gamboa, profesora de música, decidieron irse de Santiago de Chile y mudarse a Chiloé.
En 2015, viajó a Santiago para participar en las pruebas organizadas por el Comité Paralímpico y fue invitada a participar en los Juegos Parapanamericanos de Toronto, donde obtuvo dos sextos lugares en los 100 metros y 200 metros. Compite en la categoría T47 (pérdida de una parte de sus extremidades).
En 2015 fue seleccionada para los campeonatos del mundo de Doha, donde terminó en el sexto lugar de los 400 metros.
En 2016, participó por medio de una invitación en los Juegos Paralímpicos de Río de Janeiro donde terminó en el top 10 de los 200 metros. En los 400 metros terminó en el cuarto lugar, solo a 1 segundo del bronce, lo que la convirtió en el mejor resultado de estos juegos para Chile, consiguiendo un diploma olímpico.
En 2017, obtuvo una medalla de oro y una medalla de plata en Mundial de Atletismo Juvenil en Suiza. Obtuvo el primer lugar en el ranking mundial de los 400 metros después de los premios obtenidos tras el circuito Caixa y en los Juegos Parapanamericanos de Saõ Paulo.
En 2018, terminó primera en los 400 metros durante el Gran Prix Berlín Open.
En 2019, logró una medalla de plata en los Juegos Parapanamericanos de Lima.
En febrero de 2021, después de un año poco activo a causa de la pandemia de covid19, ganó la medalla de oro de los 400 metros y la medalla de plata de los 200 metros en el Grand Dix de Dubái. En marzo de 2021, ganó la medalla de oro en los 400 metros del Grand Prix de Túnez y la medalla de plata en los 200 metros.
El 28 de agosto de 2021 obtuvo el sexto lugar en la final de los 400 metros categoría T47, en los Juegos Paralímpicos de Tokio 2020, consiguiendo un diploma olímpico.

## Palmarés
| Año  | Competición                           | Lugar          | Lugar | Prueba     | Marca        |
| ---- | ------------------------------------- | -------------- | ----- | ---------- | ------------ |
| 2015 | Juegos Parapanamericanos              | Toronto        | 6.º   | 100 metros |              |
| 2015 | Juegos Parapanamericanos              | Toronto        | 6.º   | 200 metros |              |
| 2015 | Campeonatos del mundo                 | Doha           | 6.º   | 400 metros |              |
| 2016 | Juegos Paralímpicos                   | Río de Janeiro | 8.º   | 200 metros |              |
| 2016 | Juegos Paralímpicos                   | Río de Janeiro | 4.º   | 400 metros | 1 min 1 s 48 |
| 2017 | Campeonatos del mundo                 | Londres        | 4.º   | 400 metros |              |
| 2017 | Mundial de Atletismo Juvenil en Suiza | Nottwil        | 2.º   | 100 metros |              |
| 2017 | Mundial de Atletismo Juvenil en Suiza | Nottwil        | 1.º   | 200 metros | 27 s 72      |
| 2017 | Torneo Caixa                          | Sao Paulo      | 1.º   | 400 metros | 1 min 0 s 22 |
| 2018 | Gran Premio Berlín Open               | Berlín         | 1.º   | 400 metros | 1 min 1 s 10 |
| 2019 | Juegos Parapanamericanos              | Lima           | 2.º   | 400 metros |              |
| 2021 | Grand Dix de Dubái                    | Dubái          | 2.º   | 200 metros |              |
| 2021 | Grand Dix de Dubái                    | Dubái          | 1.º   | 400 metros |              |
| 2021 | Grand Prix de Túnez                   | Túnez          | 3.º   | 200 metros | 26 s 64      |
| 2021 | Grand Prix de Túnez                   | Túnez          | 1.º   | 400 metros | 1 min 1 s 86 |
| 2021 | Juegos Paralímpicos                   | Tokio 2020     | 6.º   | 400 metros | 1 min 0 s 12 |

## Premios
- 2016 :
  - Mejor atleta paralímpica, por el Círculo de Periodistas Deportivos de Chile[13]
  - Premios del periódico La Tercera, Reconocimiento 50 héroes del deporte[14]
- 2017 : 
  - Mejor deportista paralímpica, por el Instituto Nacional de los Deportes[15]
  - Premio “Mejor de los Mejores”, por el Círculo de Periodistas Deportivos de Chile[16]

## [17][18]Referencias
1. 1 2 3 4  Marcelo Canario (8 de marzo de 2019). «8M | Amanda Cerna: la historia del presente y el futuro del deporte paralímpico en Chile». BioBioChile - La Red de Prensa Más Grande de Chile. Consultado el 21 de marzo de 2021.
2. 1 2  Almazabar, Diego. «Amanda Cerna, la inalcanzable atleta chilota | Juegos Deportivos Nacionales». Consultado el 21 de marzo de 2021.
3. 1 2  Contreras, J. (4 de noviembre de 2016). «Amanda Cerna: La joven revelación de Chiloé». La Tercera. Consultado el 21 de marzo de 2021.
4. ↑  «Amanda Cerna - Athletics | Paralympic Athlete Profile». International Paralympic Committee (en inglés). Consultado el 21 de marzo de 2021.
5. ↑  «Amanda Cerna gana medalla de oro en Mundial de Atletismo Juvenil en Suiza». www.t13.cl. 3 de agosto de 2017. Consultado el 21 de marzo de 2021.
6. ↑  «Amanda Cerna suma medalla de plata en el Mundial Juvenil Paralímpico de Suiza». www.t13.cl. 4 de agosto de 2017. Consultado el 21 de marzo de 2021.
7. ↑  Hermosilla, Diego (30 de junio de 2018). «Dos oros para Chile en torneo paralímpico en Alemania». La Tercera. Consultado el 21 de marzo de 2021.
8. 1 2  «La atleta paralímpica Amanda Cerna consiguió medalla de oro en el Gran Dix de Dubái». ADN. 13 de febrero de 2021. Consultado el 21 de marzo de 2021.
9. ↑  «Amanda Cerna, deportista paralímpica: “Llegar a lo más alto del podio sería un sueño”». ADN. 2 de febrero de 2021. Consultado el 21 de marzo de 2021.
10. ↑  Comunicaciones, Compañía Chilena de (18 de marzo de 2021). «Amanda Cerna logró la segunda medalla para el Team ParaChile en el Grand Prix de Túnez». alairelibre.cl. Consultado el 21 de marzo de 2021.
11. ↑  «Amanda Cerna consigue oro en 400 metros planos en el Grand Prix de Túnez». BioBioChile - La Red de Prensa Más Grande de Chile. 19 de marzo de 2021. Consultado el 21 de marzo de 2021.
12. ↑  Barrera Marchant, Juan (28 de agosto de 2021). «Amanda Cerna le entrega a Chile otro diploma paralímpico». www.latercera.com. Consultado el 28 de agosto de 2021.
13. ↑  «Amanda Cerna es premiada en Santiago». Radio Chiloe & MRG. Consultado el 21 de marzo de 2021.
14. ↑  «Destacan a Amanda Cerna con premio nacional». Radio Chiloe & MRG. Consultado el 21 de marzo de 2021.
15. ↑  «Fueron premiados los mejores». Radio Chiloe & MRG. Consultado el 21 de marzo de 2021.
16. ↑  «Arley Méndez y Amanda Cerna ganaron el premio “Mejor de los Mejores” 2017 – El Deportero». eldeportero.cl. Consultado el 21 de marzo de 2021.
17. ↑  En la Noticia Radio (14 de febrero de 2021). «Amanda Cerna obtuvo medalla de oro Dubái». Consultado el 2 de marzo de 2023.
18. ↑  En la Noticia Radio (23 de junio de 2021). «Amanda Cerna competirá en Juegos Paralímpicos de Tokyo». Consultado el 2 de marzo de 2023.